# Zigarrenschneider

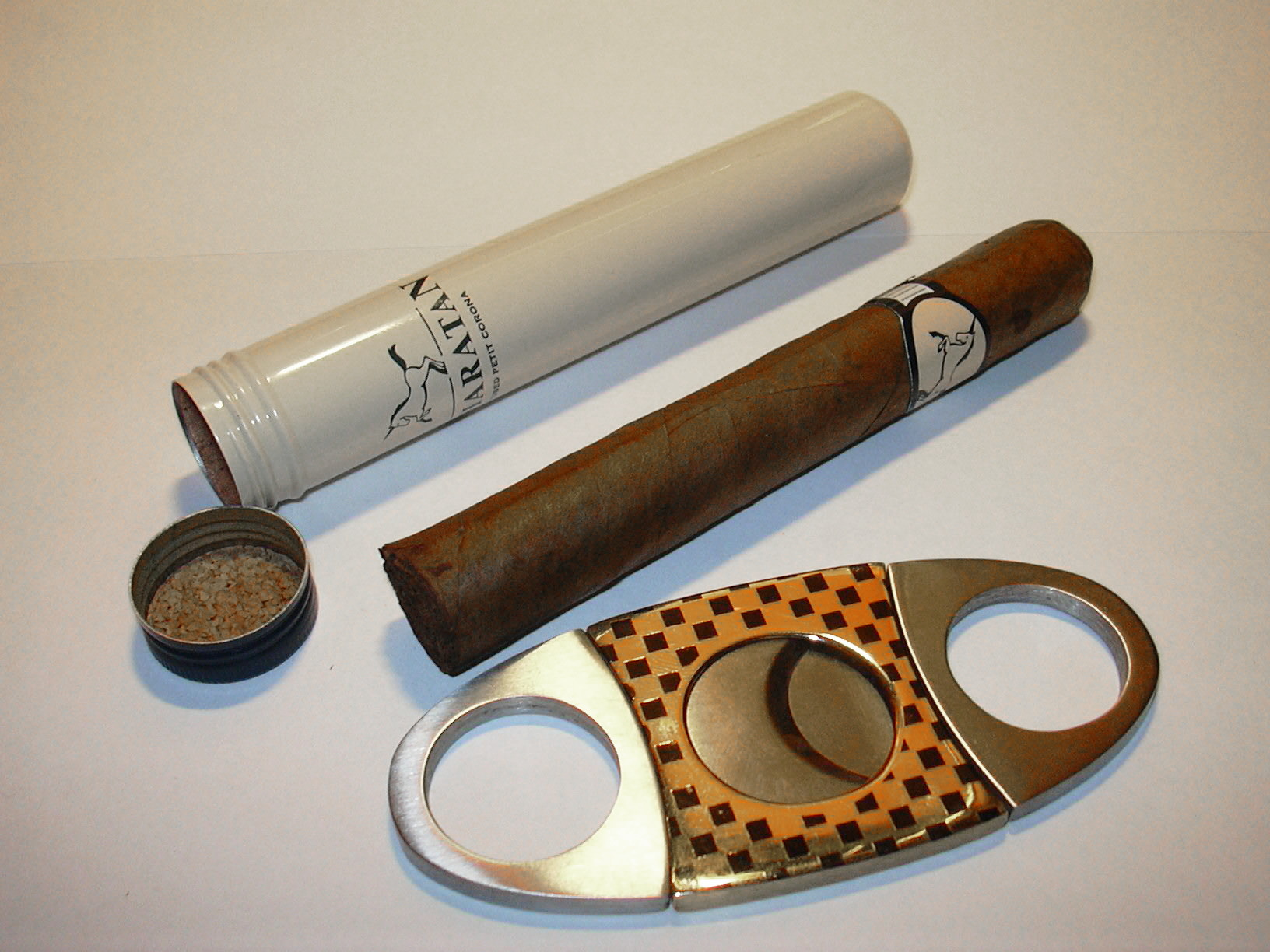
Zigarre mit Zigarrenhülse und Zigarrenschneider (Cutter)

Zigarrenschneider werden benutzt, um nicht eingekerbte Zigarren vor dem Rauchen an einem Ende anzuschneiden. Üblicherweise sind die meisten Zigarren am Mundende (Zigarrenkopf) verschlossen.

## Typen
Es gibt verschiedene Typen von Zigarrenschneidern:
- Cutter – im Handel finden sich sogenannte Doppelklingencutter und normale Cutter. Cutter sind die am häufigsten verwendete Methode Zigarren zu schneiden (siehe Bild),
- Zigarrenscheren – sie ähneln den bekannten, normalen Scheren.
- Rundschneider, Roundcutter oder Zigarrenbohrer – rundes Schneidwerkzeug, mit dem ein kleines Loch in das Ende der Zigarre gebohrt wird. Insbesondere für lange und dicke Zigarren geeignet.
- Kerbschneider oder V-Schneider – Zigarrenschneider mit dem eine V-Kerbe in das Ende der Zigarre geschnitten wird. Mit einfacher oder inverser Klinge. Am ehesten für Shortfiller geeignet.

Zigarrenmesser sind keine Zigarrenschneider, sondern spezielle Berufsmesser der Zigarrenhersteller.

## Arbeitsweisen
Wichtig beim Anschneiden einer Zigarre ist ein sauberer Schnitt, da er sich wesentlich auf das Abbrandverhalten der Zigarre ausübt.
Zu den häufigsten verwendeten Geräten zählt die Cutter  oder auch Taschen-Guillotine genannt. Diese gibt es mit einfacher oder doppelter Schneide. Der Zigarrenkopf wird hierbei durch die Öffnung in der Mitte des Cutters gesteckt und durch zusammendrücken abgetrennt. Der Zigarrencutter erzeugt eine große Öffnung am Kopfende, wodurch der Rauch ungehindert strömen kann.
Der Vorteil der Zigarrenschere besteht darin, dass sie, unabhängig vom Durchmesser der Zigarre, einen zirkulären Schnitt ermöglicht. Allerdings ist sie schwierig zu handhaben und wird daher nur selten verwendet.
Eine alternative Technik bietet der Rundschneider, auch Roundcutter oder Zigarrenbohrer genannt. Hierbei wird der Zigarrenkopf mit einem Rundmesser angebohrt, wodurch ein etwa 1,5 Millimeter tiefes Loch entsteht. Durch die Bohrtechnik wird das Deckblatt der Zigarre geschützt, beim Zurückdrehen des Bohrers wird der losgeschnittene Tabak herausgeschnitten.
Beim Kerbschneider, bzw. V-Schneider, wird die Zigarre in die rundliche Öffnung gedrückt und von der V-förmigen Klinge gekerbt. Kerbschneider gibt es in unterschiedlichen Größen, vom Tischmodell bis zum Modell für die Hosentasche. Da das Deckblatt durch stumpfe V-Klingen oder durch zu viel Druck leicht beschädigt werden kann, hat der V-Schneider stark an Bedeutung verloren.